# キャブ・フォワード型蒸気機関車

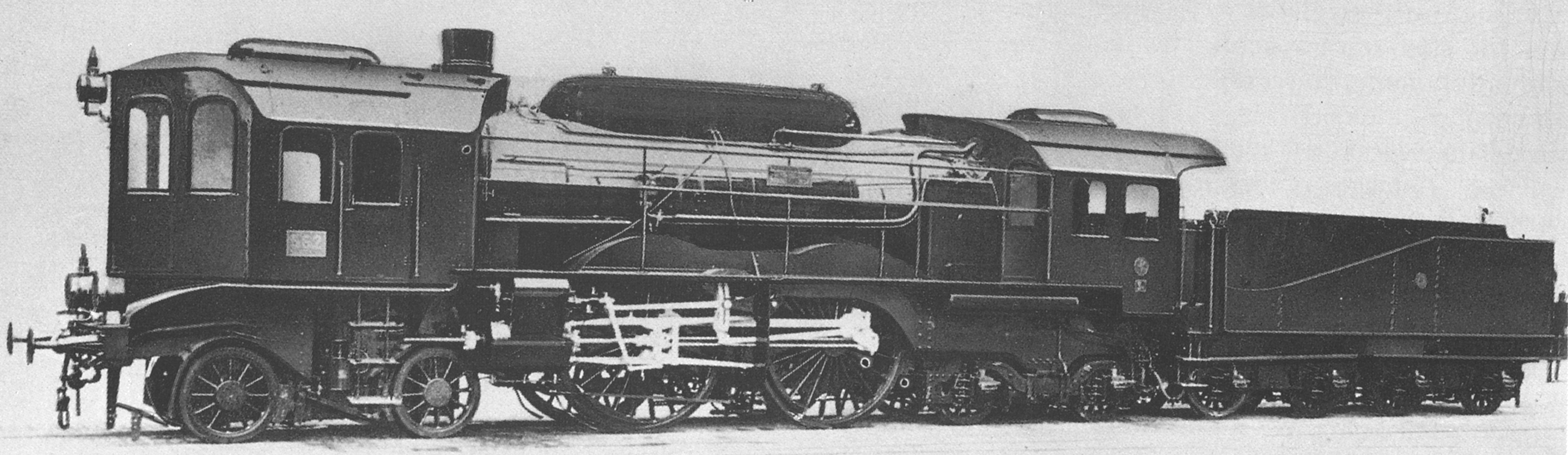
キャブフォワード型機関車。ドイツで使われたAltona 562機関車（後のS9型）。

キャブ・フォワード型蒸気機関車（キャブ・フォワードがたじょうききかんしゃ）は、蒸気機関車の形態の1つである。
また、自動車にもトラックに少数派だがキャブフォワードレイアウトのものが存在する。

## 概要
キャブ・フォワード型とは、英語で書くとCab Forward、すなわち「運転室が前にある」（キャブはキャビン＝運転室の略）である。
蒸気機関車は燃料を火室（Firebox）で燃やすのでこれと運転（速度制御）の兼ね合いを図るため、次の2つのどちらかの方法がとられた。
- 機関士と機関助手を分け、機関士だけが前方で操縦を行い、機関助手は通常と同じく後方で燃料をくべる。
- 機関士と機関助手が一緒に前方で乗務し、何らかの方法で前方まで燃料を持ってきてくべる。

ドイツでは前者、イタリアとアメリカ合衆国では後者が採用され、イタリアは石炭炊きのためタンク機関車のように機関車自体に燃料を搭載したが、アメリカは重油炊きでテンダーから燃料を供給した。
いずれのタイプにせよ、運転室を最前部に設けることにより機関車の乗務員は煙害から免れることが出来、また、ボイラーに邪魔されない良好な前方視界を得た。
なお、勾配区間やトンネルの多い所などで煙害を防ぐためタンク機関車はキャブ側を前に進む規則にすることがあるが、少なくとも日本ではこれはただの後進走行とされた。

## 実績
以下に主なものを記載するが、これ以外にもキャブ・フォワード型の蒸気機関車は少ないながら存在した。

### イタリア
1900年にアドリア鉄道網（RA）で、キャブ・フォワードである以外に4シリンダー機で片側に高圧のシリンダーが2つとも並ぶ（反対側に低圧2つ）「プランシェ式」というシリンダー配置を採用するなど、いろいろ変則的な構造のRA500型機関車（RA 500）がジュゼッペ・サラ設計で作られた。石炭はタンク式機関車同様に火室の横の箱に入れられており、水はシリンダー側に連結された水槽車からホースで送られていた。
この機関車は「牝牛」というあだ名で呼ばれたが、これは見た目や走行が由来ではなく「利益をもたらすもの」という意味であった。合計43両が製造された。
この構造は見晴らしのよさと乗務員が煙や蒸機で悩まされないというメリットがあったが、構造上石炭を積む量が限られ、またキャブ・フォワードと無関係にプランシェ式の変則的なシリンダー配置による蒸機の配分がうまくいかないことによる力の不均衡があり、客貨両用で実際に時速90kmで走り続けられ、速度を求めなければ830tの貨物列車も引けたが、この構造は短距離の低速走行向けとして流行することはなかった（それでも1940年代まで43台すべてが現役だった）。なお、RAは1905年に国有化されたため500型は飽和式がイタリア国鉄（フェッロヴィーエ・デッロ・スタート）FS 670型・加熱式はFS 671型になった。

### ドイツ

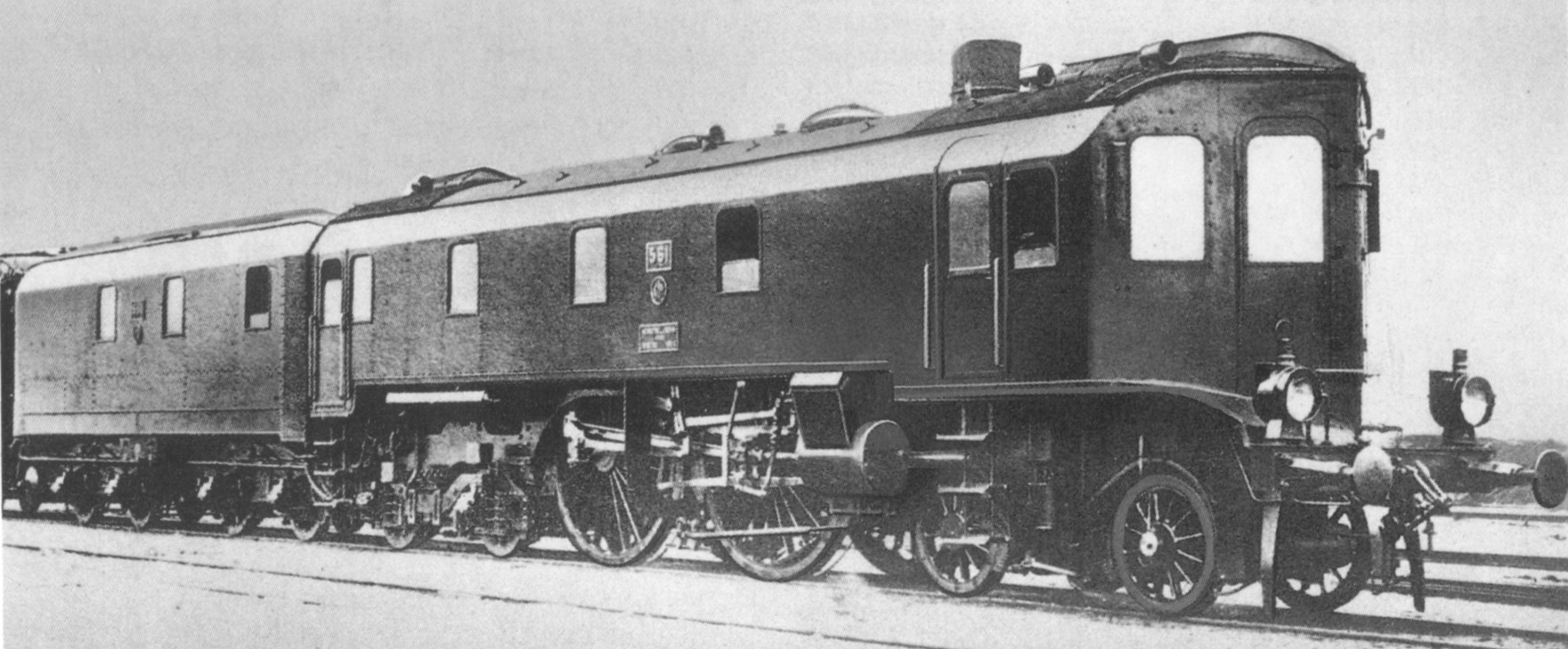
Altona 561機関車

1904年にヘンシェル・ウント・ゾーン（Henschel & Sohn GmbH）社は、プロイセン王国鉄道（KPEV）向けに半流線型の車輪配置4-4-4（2B2）の機関車S9型（de:Preusische S 9 (Versuch)、当時の名前はAltona 561・562）を2両試作した。ボイラーと炭水車が箱形電気機関車のような車体にまとめられ（ただしAltona 562はボイラー部分のカバーがない）、その屋根から煙突が突き出ており、V字形をした運転室が前面にあってそこに操縦装置が納められ、後方（炭水車と機関車の間付近）の密閉された部屋で投炭職員が仕事をしていた。3シリンダー複式で動輪直径も2,222 mmと急行旅客用を想定していたが、ドイツでこの後を継ぐ物は現れなかった。
当初は燃料として粉炭を風でボイラーに送り込む方式を使用していたが、後に通常の石炭を運転室まで送り、運転室から機関士がボイラー内に投入する方式に改められた。内部は561・562どちらも同じで、最高速度は時速137 kmに達した。

### アメリカ

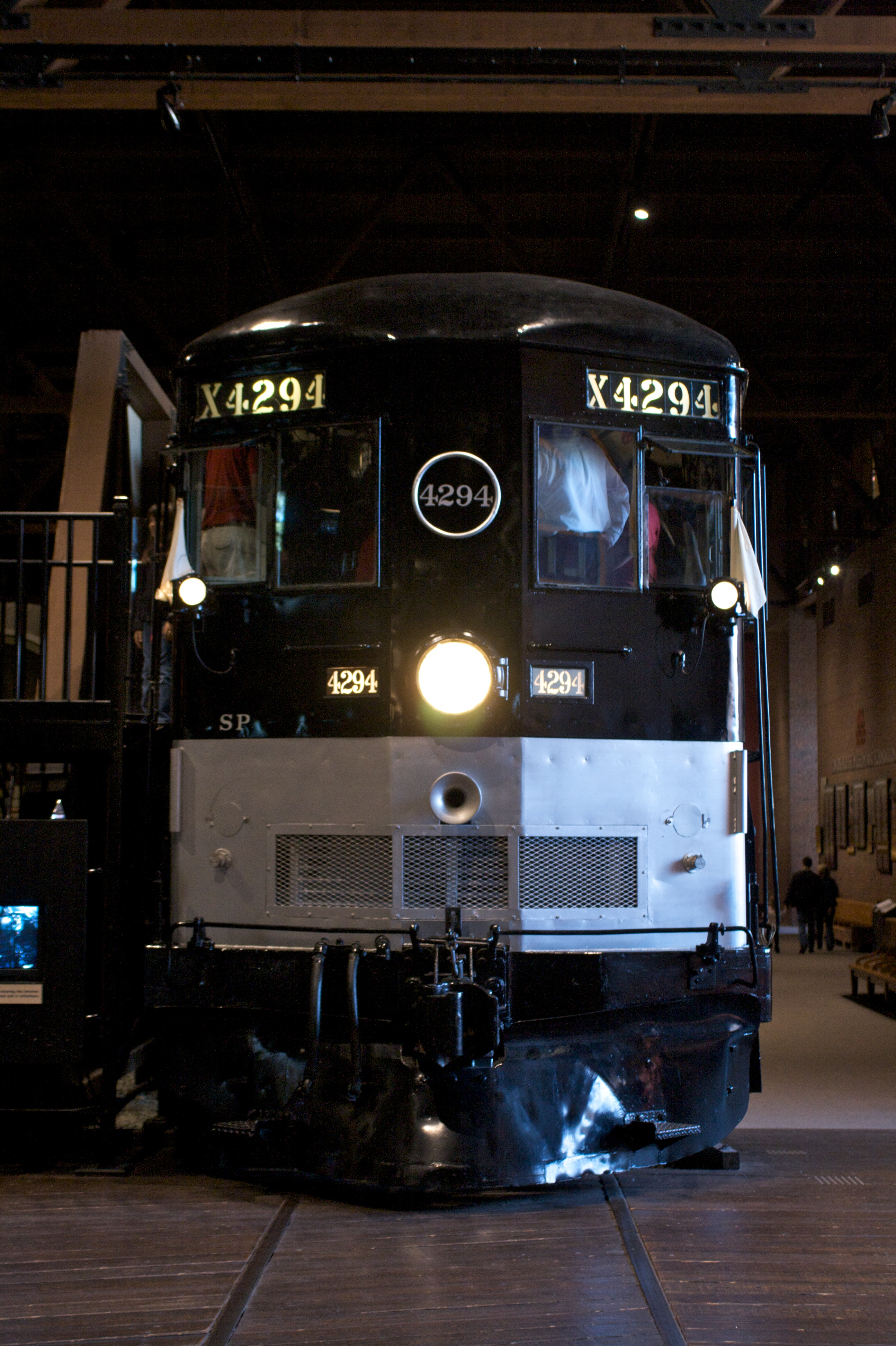
カリフォルニア鉄道博物館のAC-12型4294号機の前面

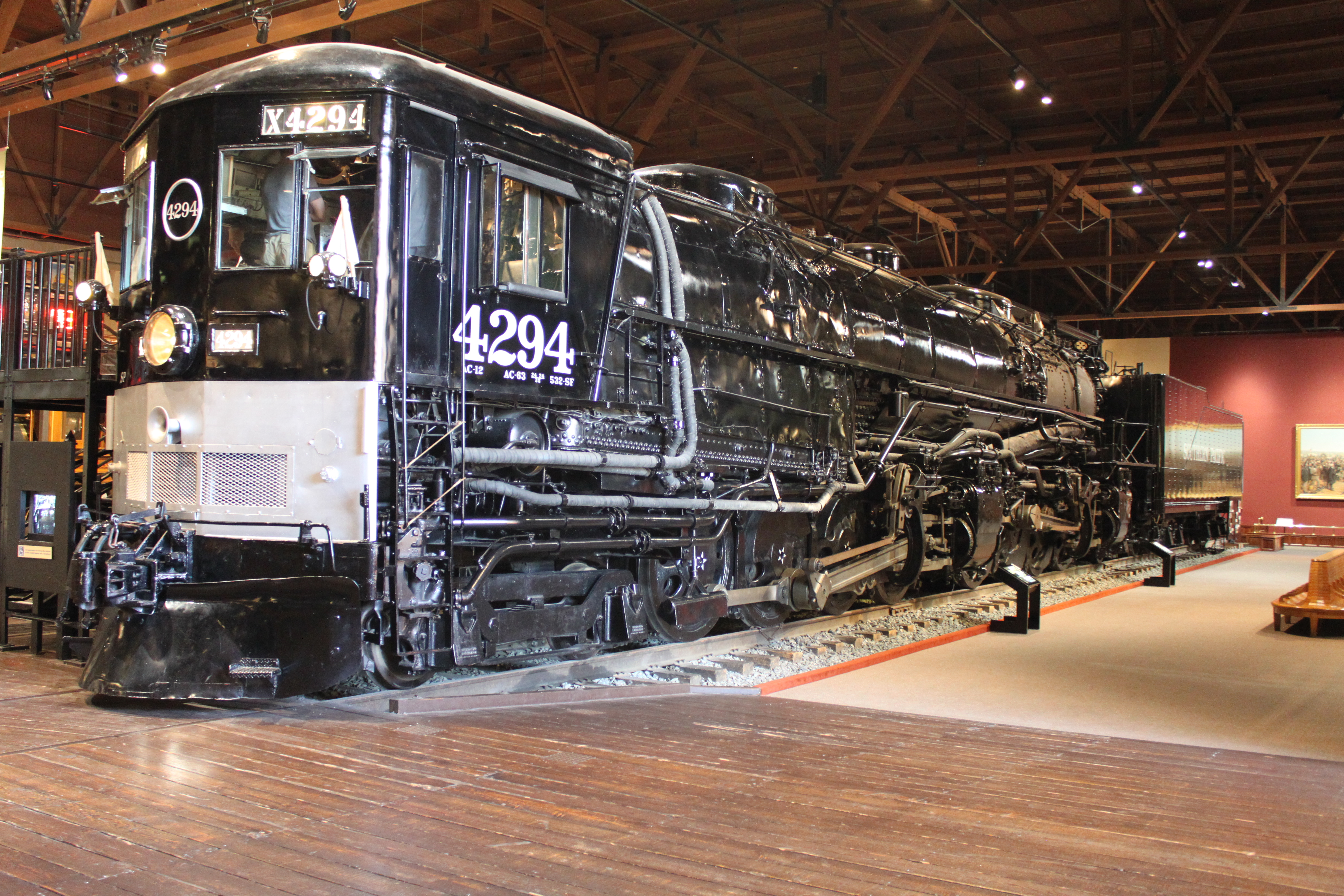
左斜め前からとらえた4294号機。前後2基の駆動装置が確認できる。

上述のようにドイツやイタリアではキャブ・フォワードが既に行われていたが、アメリカではサザン・パシフィック鉄道（SPR）がそれを最大限利用した。
サザン・パシフィック鉄道で使われたキャブ・フォワード型機関車はすべて関節式で初期のものが複式のマレー式、AC-4型からは火室大型化で先台車（運転室側）が2軸になり、最初から単式マレー（シンプル・アーティキュレーテッド）になった（AC-1から3やAM-2はマレー機として作られたものを単式に改造）。
なお、SPRの車両形式名で「MC」「AC」にはキャブ・フォワードの意味はなく車輪配置を示し、このため初期のMC-1型や、2-8-8-4のMC-9型などは運転台が前についておらず、キャブ・フォワードであったSPRの機関車は車輪配置別に見ると以下の通りになる。
2-8-8-2（先輪1軸、動輪4軸・4軸、従輪1軸）で複式（MC、Mallet-Consolidation）」
MC-2型（en:Southern Pacific class MC-2）15輌、 MC-4型（en:Southern Pacific class MC-4）12輌、MC-6型（en:Southern Pacific class MC-6）20輌。（MC-3・5は欠番。）
元は前煙室型であったがキャブ・フォワード型に改装され「MC-2型」に編入された「MC-1型」、2輌
計49輌
その後、これらは1936年までにスクラップになった「MC-2型」2輌以外は最終的に改装を受け車輪の配置はそのままで、単式の「AC（Articulated Consolidation）」なっている。
AC-1型（en:Southern Pacific class AC-1、元MC-1、2)、AC-2型（ en:Southern Pacific class AC-2、元MC-4)、AC-3型（ en:Southern Pacific class AC-3、元MC-6)
2-6-6-2で複式
MM-2型（en:Southern Pacific class MM-2）12輌
計12輌
その後、これらはすべて車軸配置を変えた4-6-6-2で単式に改造された。
AM-2型（en:Southern Pacific class AM-2）
4-8-8-2で最初から単式（AC）
AC-4型（en:Southern Pacific class AC-4）10輌、AC-5型（en:Southern Pacific class AC-5）16輌、AC-6型（en:Southern Pacific class AC-6）25輌
AC-7型（en:Southern Pacific class AC-7）26輌、AC-8型（en:Southern Pacific class AC-8）28輌、AC-10型（en:Southern Pacific class AC-10）40輌
AC-11型（en:Southern Pacific class AC-11）30輌、AC-12型（en:Southern Pacific class AC-12）20輌（AC-9型は非キャブ・フォワード）
計195両
以上の合計256輌がSPRのキャブ・フォワード機である。
こうした機関車の製造のきっかけはSPRはシエラ・ネヴァダ山脈地帯にあり、いくつもの長いトンネルや雪避け覆いが設けられていたので、運転室が煙をかぶらないように1910年に運転台が先頭にある2-8-8-2の（複式）マレー式機関車（1927年に単式に改造）を製造した。元々重油炊きをやっていたので、燃料供給の問題は容易に解決でき、重油はテンダーからパイプを通って2.2キロ圧で火室に送り込まれた。
ただこの方式も、他の方式では起こらなかった問題が起こった。1つは、運転室の前に何もないので見晴らしは上々だったが、乗務員たちは最初のうちこれでは衝突事故が起きた場合（自分たちが）危険ではないかと考えた。
もう1つは、通常の（キャブ・フォワード型でない）重油を燃やす蒸気機関車の場合、後ろのタンクから送られた重油は運転室を通り、ボイラー内部に噴射される。重油の通るパイプは短く、しかも重油が動輪より前になることはないため、問題なく運行できた。しかしキャブ・フォワード型は、後部のタンクから送られた重油が、車両最前部の運転室まで導かれ、ボイラーに噴射される。重油の量を調整するバルブは運転室に設置する必要があったためだった。しかしこの方式は確かに視界は良好だったが、重油を送るパイプが長く、またその一部が動輪の上や前を通る。そこから漏れた重油がレールや動輪に滴り落ち、上り坂で動輪が滑って思うように機関車が進まない問題が発生した。
後者の問題が最悪の形で現れたのが1941年のことだった。ロサンゼルス近くのサンタスザーナ山のトンネルで、登坂のため低速で走っていた列車がレール上に垂れていた重油でスリップし、坂を上れず機関車が後退を始め、連結器が壊れてブレーキを制御するエアホースが破断し、空気が漏れたことで列車は緊急ブレーキがかかってトンネル内で停止した。さらに列車付近に急速に蒸気と煙が充満し、ボイラーが蒸気圧の異常上昇で破裂し機関車が破壊された。そして機関車から漏れ出た重油にボイラーの火が引火し火災が発生、機関士が死亡した。
キャブ・フォワード機の最後の現役走行は1956年12月に4274号車が行ったもので、最後に製造された1943年製の4294号車は、サクラメントにあるカリフォルニア州鉄道博物館に保存されている。

## 自動車のキャブフォワード
トラックの大多数は、車体先頭にエンジンの駆動系、その上部にキャブを架装したキャブオーバー、または前からエンジン、運転台の順に配置したボンネット型が多くを占めるが、一部に前輪軸より前の車体先頭にキャブ、その後ろにエンジンを載せたキャブフォワード型が存在する。ボンネット型と比べても車体長に対する積載スペースがさらに圧迫され、キャブオーバーと比べ大重量の車体の先頭にキャブが単独でつくことで衝突安全性もさらに劣り、両者の欠点をより悪化させて併せ持つため絶対少数派にとどまるが、特に大型車で運転台の高さを下げられ視認性にも優れる、クレーンのようなキャブ上までせり出す長大物を積載しても全高を低くできるメリットがあり、オールテレーンクレーンのような超大型車などに採用される。はしご車は主に市販トラックをベースとした特装車だが、キャブや操縦系にも手を入れてキャブフォワードに改装する場合もある。この他、空港用の大型消防車やレスキュー車などは、時に旅客機の翼の下をくぐる必要から採用される。
また、軍用トラックにも、オフロード性能のため増した車高による乗降性の対策、不整地走行での視認性や、輸送機への積載性を考慮して車高の抑制目的や、クレーンと同じく長大な弾道ミサイル等を搭載する輸送起立発射機（自走式発射機、TEL）等に採用されている。
一方、乗用車で用いられる「キャブフォワード」はこれらとは異なり、フロントのエンジンコンパートメント（ボンネット）を短めとし、Aピラーとキャビン（車室）を前進させたパッケージングを指すもので、旧弊なレイアウトのロングノーズスタイルに対してスペースの有効利用を訴求するために用いられる用語である。1980年代に瀕死のクライスラーが社運を賭けて開発したLHプラットフォームを用いた各車から盛んに宣伝され、広まった。クライスラーはフルサイズの1993年モデルとしてこのLHプラットフォームを発表、その後、1994年モデルでコンパクトのPL、ミッドサイズでは1995年モデルから2001年モデルにかけて相次いでJA/JX/JRを投入し、同じコンセプトのプラットフォームでミニバン、SUV以外の乗用車ラインナップを刷新した。

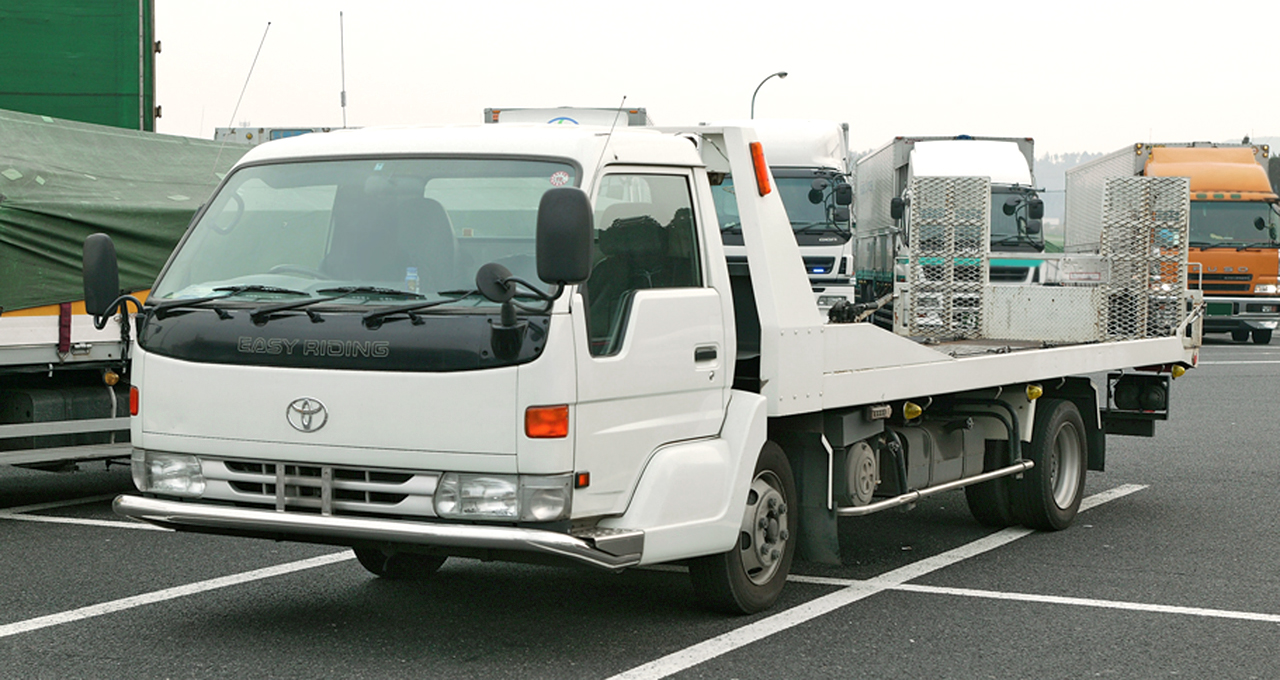
トヨタ・ダイナ、キャブフォワードの超低床イージーライニング仕様
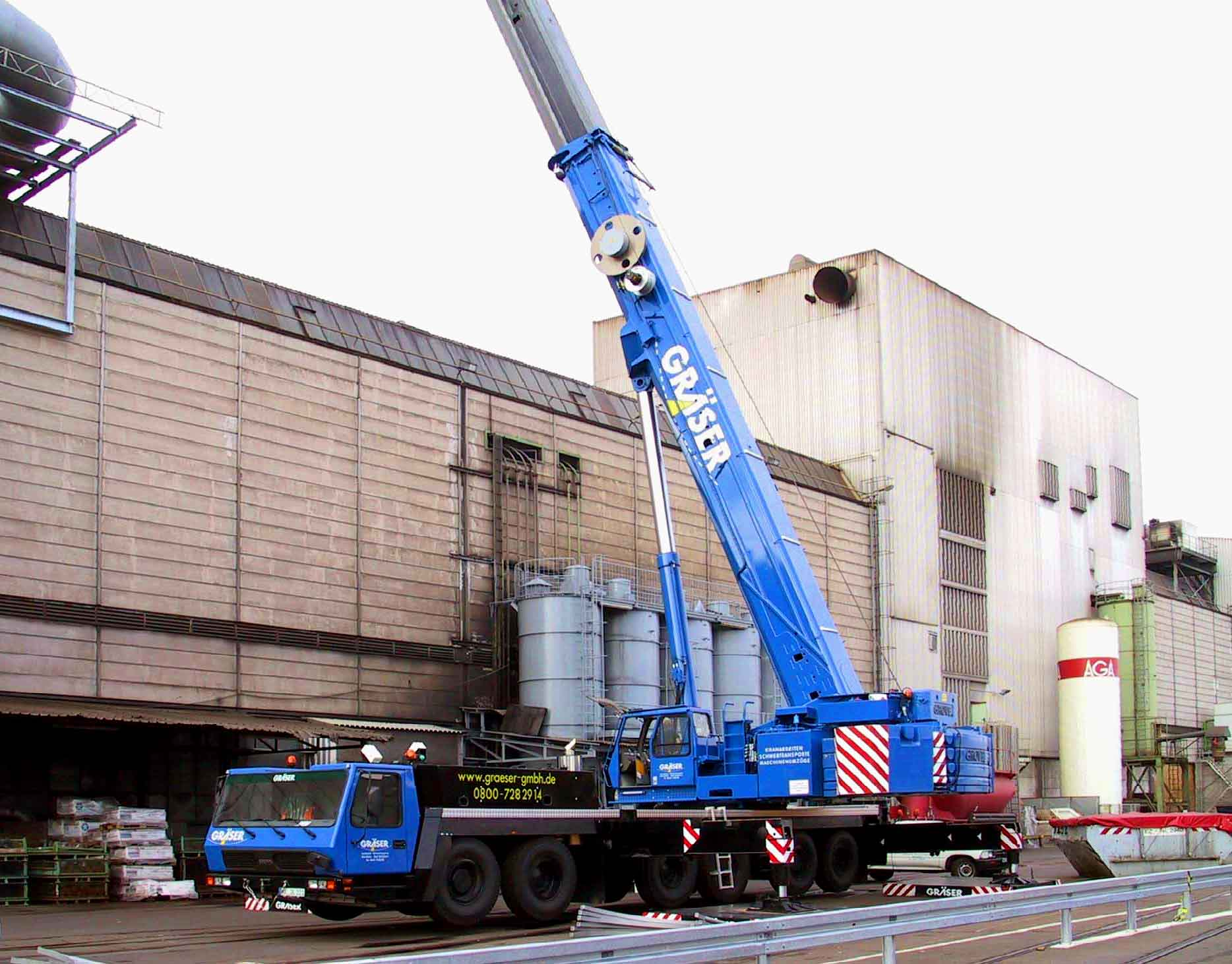
作業中のオールテレーンクレーン
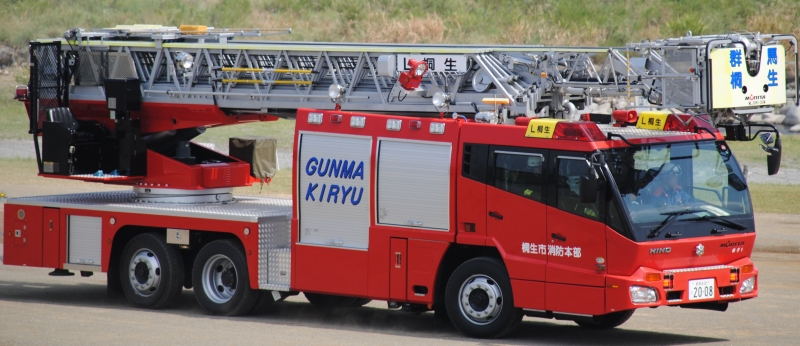
はしご車、日野・MH
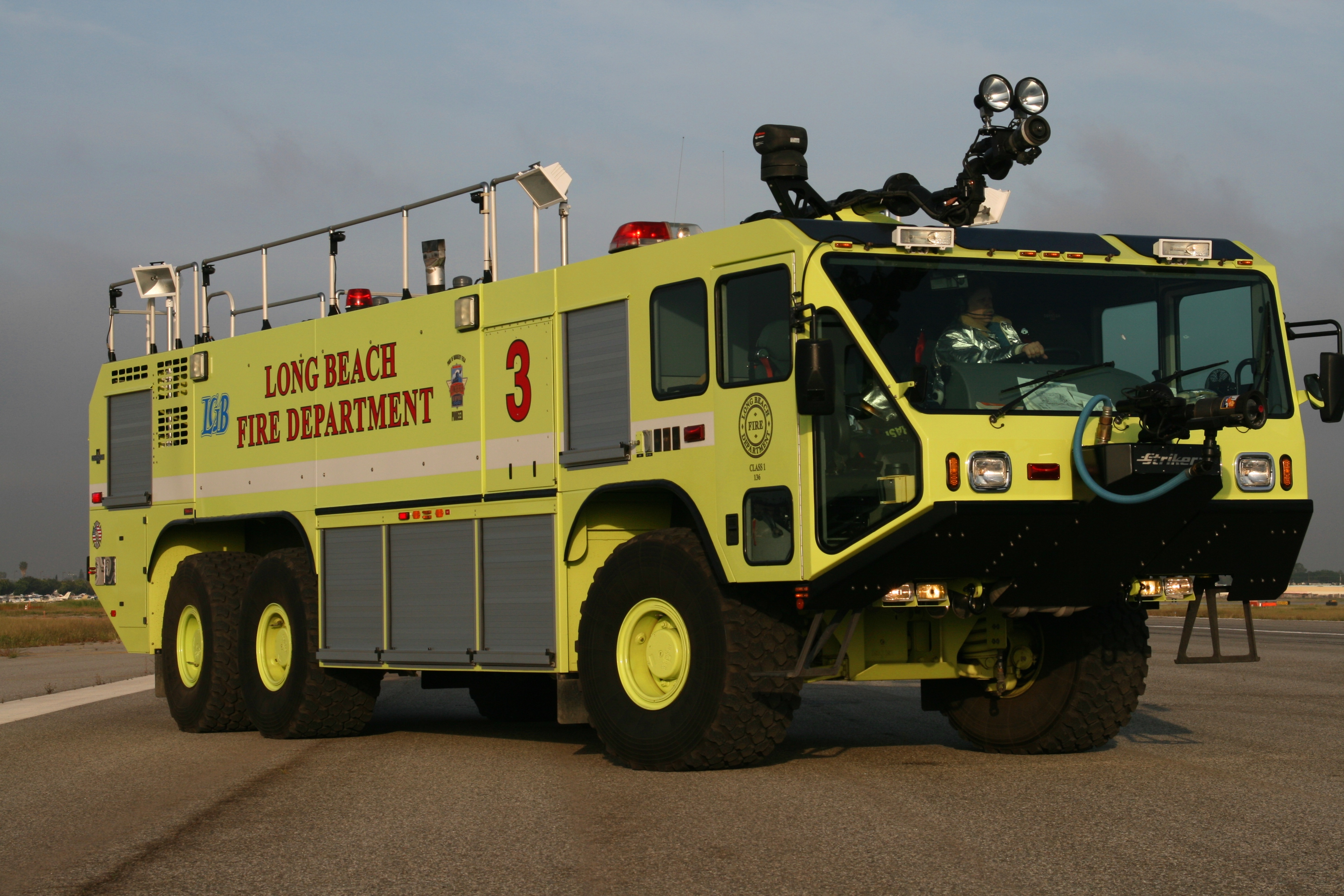
空港用消防車、オシュコシュ・ストライカー
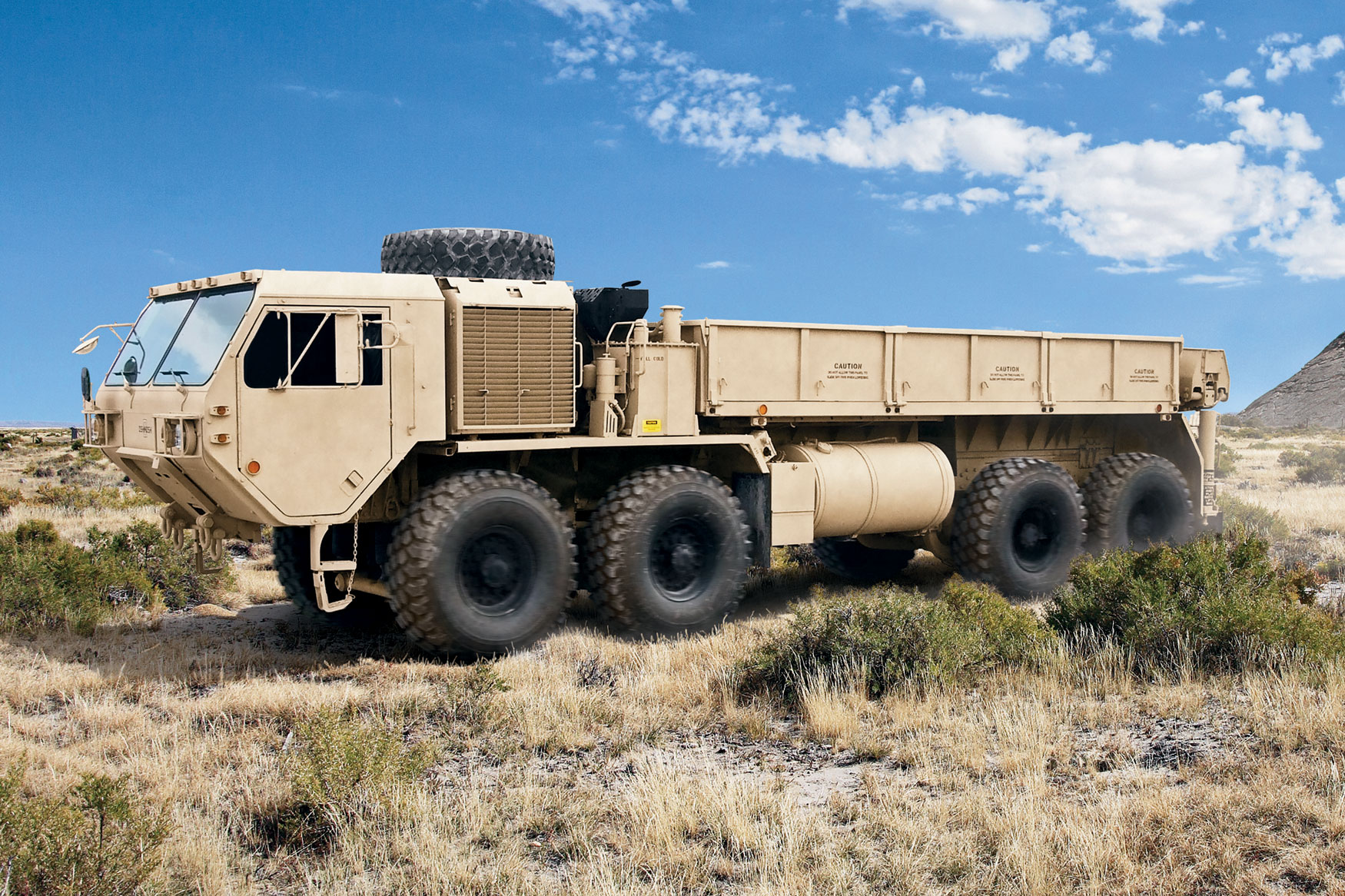
アメリカ軍のHEMTT
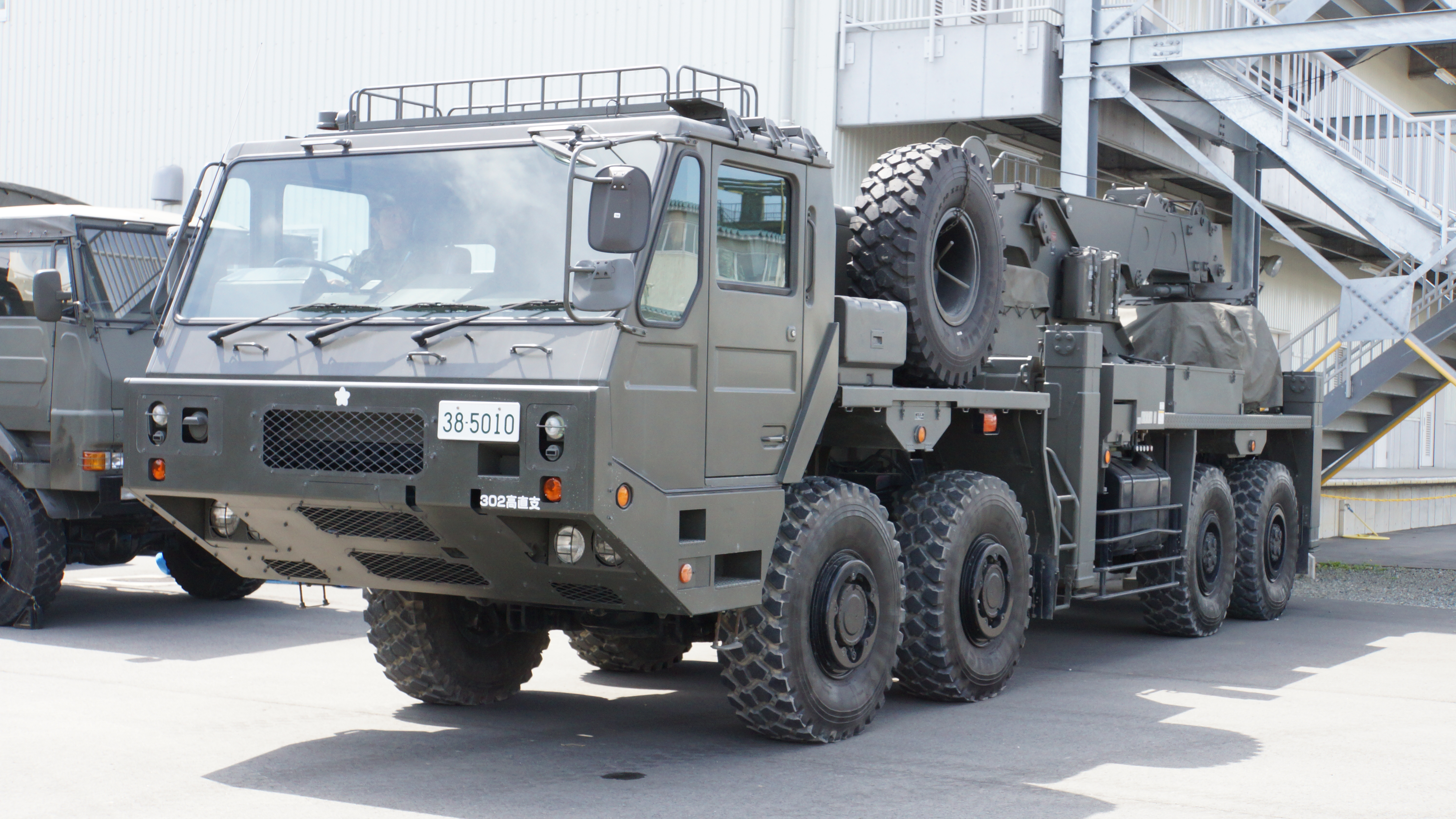
自衛隊の重装輪回収車
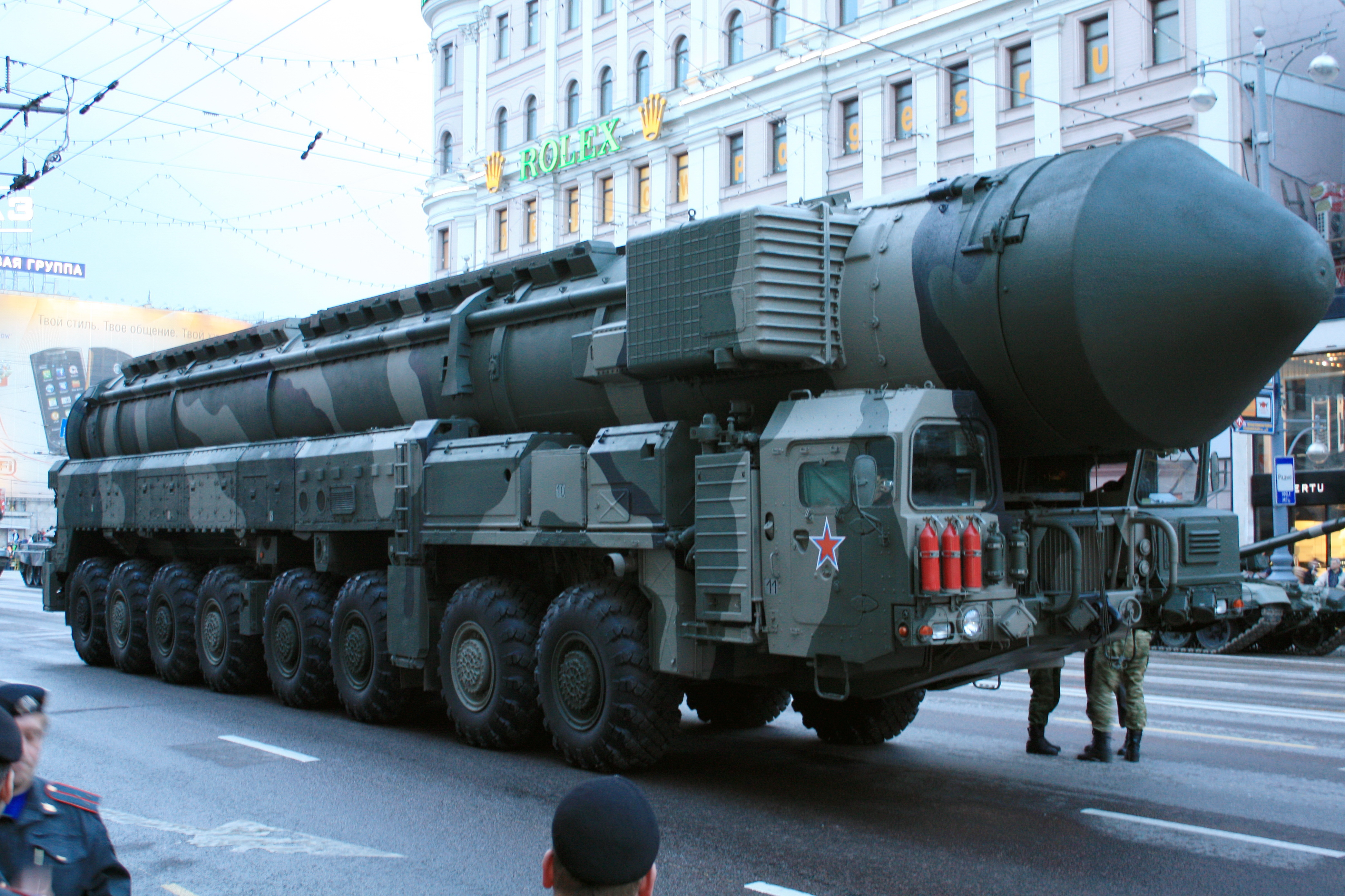
トーポリM大陸間弾道ミサイルを搭載するロシア軍のMZKT-79221（ロシア語版、英語版）
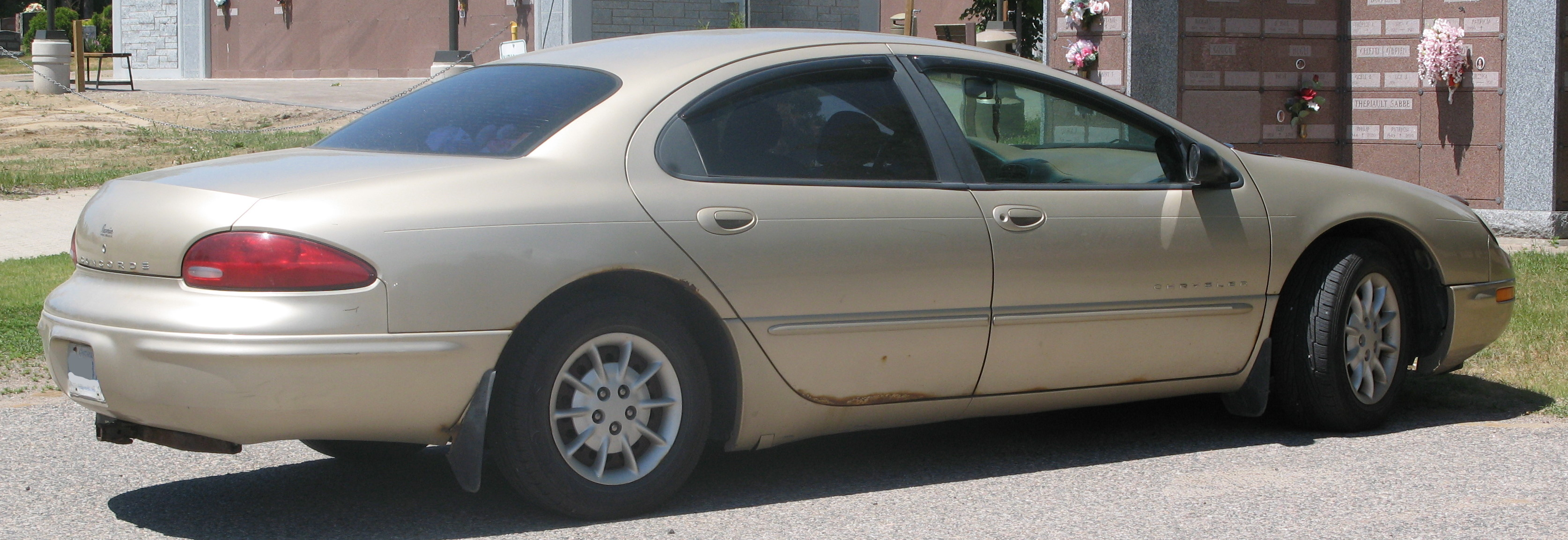
キャブフォーワードコンセプトの乗用車 1999年モデルの2代目クライスラー・コンコード